# Bardo (Dolnoslezské vojvodství)
Bardo (dříve Brdo nebo Varta, německy Wartha) je město v Polsku v Dolnoslezském vojvodství v okrese Ząbkowice Śląskie, ležící na Kladské Nise, na historické hranici Kladska a Slezska. České hranice (okres Jeseník) jsou od města vzdáleny zhruba 13 kilometrů. V roce 2023 zde žilo 2 309 obyvatel.

## Název
Název města pochází z praslovanského "bŕ̥do", tedy kopec. Při úpravě jména do němčiny byla souhláska b nahrazena w a znělé d neznělým t. Během druhé světové války, v roce 1941, neslo město krátce název Byrdo.
Současný název Bardo byl administrativně schválen 19. května 1946.

## Historie
Bardo nylo založeno v 10. století jako opevněné sídliště v pohoří Bardzkie Góry, na soutěsce řeky Kladská Nisa. Místní hrad poprvé připomíná Kosmas v roce 1096 jako zničený knížetem Břetislavem II. Listina z roku 1155 zde potvrzuje existenci kastelána. O polském charakteru této oblasti svědčí fakt, že kasteláni zde byli výhradně polští rytíři (Sobiesław 1203, Dzierżko-Peregryn 1223, Bogusław Jarosławowic 1261, Jan syn Żerzucha 1269, Jarosław Mroczkowic z Owiesna v roce 1283). Okolní vesnice většinou existovaly už v této době a byly osídleny slovanským lidem. Hrad byl po vpádu Čechů přestavěn, jak dokládají záznamy z let 1155 a 1245. Ve městě již tehdy stála kaple, poprvé zmiňovaná v roce 1189, kterou dal biskup Żyrosław II. řádu Maltézských rytířů.

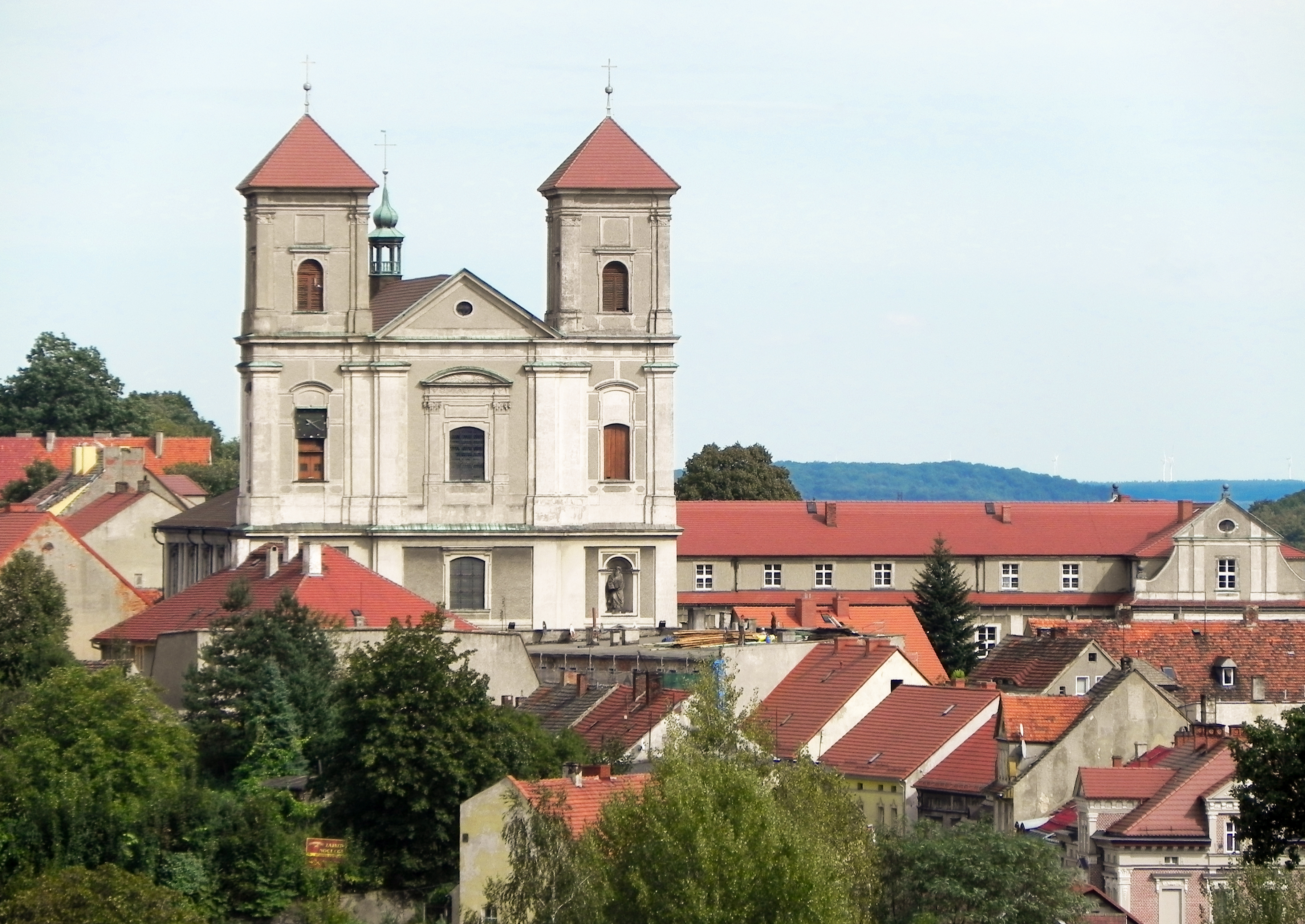
Kostel Navštívení Panny Marie

V roce 1203 bylo město zmíněno v bule papeže Inocence III. V roce 1210 biskup Wawrzyniec předal kostel ve městě řádovým kanovníkům z Kamieňce. Podle tradice se zde již kolem roku 1200 šířil mariánský kult spojený se zázračnou sochou Matky Boží, která je dodnes největším pokladem Barda. Po roce 1300 získalo město městská práva. V souvislosti s výstavbou nového cihlového hradu Bolkem II. na Kalwarii (Góra Bardzka) koupili areál tvrze v roce 1301 cisterciáci z opatství v Kazimierzi Ząbkowickém a od té doby až do roku 1810 byli i vlastníky obce Bardo. Od poloviny 14. století se Bardo rozvíjelo díky své poloze a přicházelo sem stále více poutníků. 
Za husitských válek město vyhořelo (1425), zničeny byly i dva kostely. Podmáčený svah Bardské hory sjel po dlouhých deštích do řeky 24. srpna 1598. Rozvodněná Kladská Nisa byla přehrazena a městu hrozilo zatopení. Na poslední chvíli proud prorazil zátaras. Událost připomíná kříž v místě odtrhu.
Během napoleonského tažení v roce 1807 u Barda svedla armáda generála Charlese Lefebvre-Desnouettese vítěznou bitvu s Prusy. Brzy poté bylo v oblasti rozmístěno 106 000 vojáků. Francouzští vojáci vedení Jeromem Bonapartem vyplenili město a městskou pokladnu. V roce 1875 byl vyražen tunel a postavena železniční trať Wrocław–Kladsko. V roce 1945 bylo město začleněno do Polska a pro svou malou rozlohu ztratilo městská privilegia. Předchozí obyvatelstvo bylo vysídleno do Německa. V roce 1954 získalo Bardo statut městského sídliště a v roce 1969 mu byla obnovena městská práva. Současné Bardo je nyní malé letní letovisko specializované na dětské tábory a významné centrum cestovního ruchu. Významnou roli zde hraje papírenský a nábytkářský průmysl.
22. července 1949 zde byl odhalen obelisk připomínající generála K. Świerczewského. Po pádu Polské lidové republiky byl obelisk „dekomunizován“ demontáží desky s generálovým jménem. Institut národní paměti zařadil K. Świerczewského do skupiny komunistických zločinců.
V roce 1950 se ve městě narodil polský režisér, autor mezinárodních programů a divadelních esejí Wlodzimierz Staniewski.

## Doprava
Bardo se rozprostírá okolo silnice I/8, která začíná u českých hranic u Náchoda, načež pokračuje až na Wroclaw. V úseku u města prochází ve zúženém profilu, poněvadž vede souběžně se železniční tratí a po levé straně se již dotýká městské zástavby. Z této silnice vychází několik menších silnic III. tříd, směřujících na okolní obce jako Przyłęk, Wojbórz, či Opolonica. Hospodářská zastávba je v Bardu situována ve východnější části města, podél silnice na již zmíněný Przyłęk.
Městem prochází železniční trať Vratislav–Lichkov, na níž má město dvě železniční zastávky. Část jejího úseku, jižně od města je vedena v tunelu. Zajíždí sem též autobusové linky z okolí, město disponuje celkem třemi zastávkami. V okolí se rozvíjí pěší turistika, která byla podnícena vyznačením mnoha turistických tras, které vedou v širokém okolí. Společně s cyklotrasami dotváří ideální turistické zázemí. 

## Památky
- Farní kostel Navštívení Panny Marie z 15. století, přestavěný v letech 1686–1704 a v 17. a 18. století, nyní barokní bazilika – mariánský svatostánek
- Klášter sester na ul. Główna 19 z poloviny 18. století, přestavěný v roce 1835
- Klášter Mariánských sester, z roku 1935
- Zřícenina hradu Bardo
- Kaple Panny Marie na vrcholu Góry Bardzkie, z 18. století
- Komplex kaplí Růžencové cesty na Góra Różańcowa, z let 1905–1939
- Soubor několika památkově chráněných domů (hostince, obytné domy), na ul. Glówna a Wolnosci
- Radnice a farní škola, v současnosti obytný dům, pl. Wolności 4 z 18. století, 19. století

## Partnerská města
- Česká Skalice, Česko
- Kandřín-Kozlí, Polsko
- Keda, Gruzie
- Letohrad, Česko
- Přerov, Česko
- Svídnice, Polsko
- Tarnowo Podgórne, Polsko
- Týn nad Vltavou, Česko

## Galerie

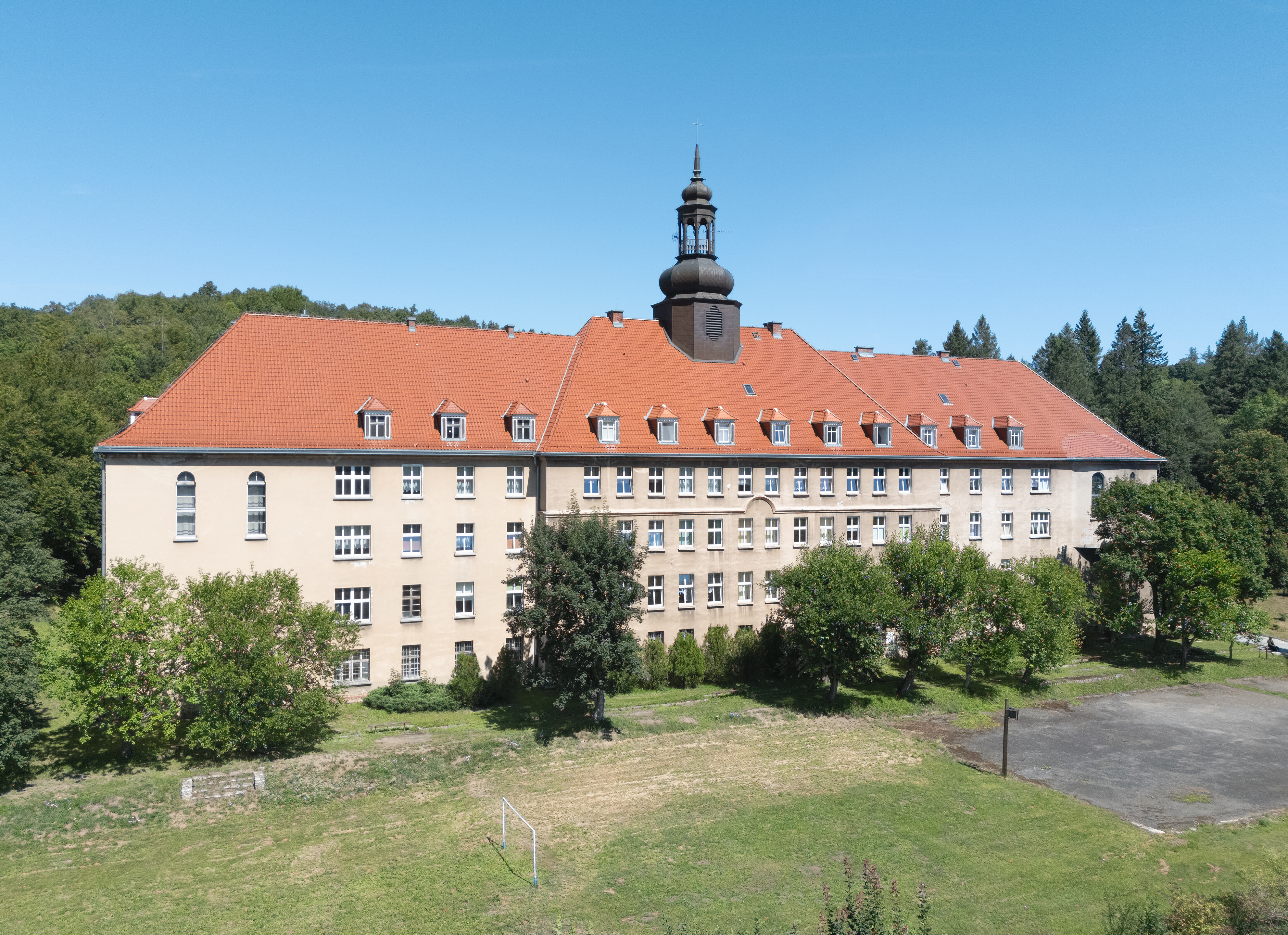
Klášter z 18. století
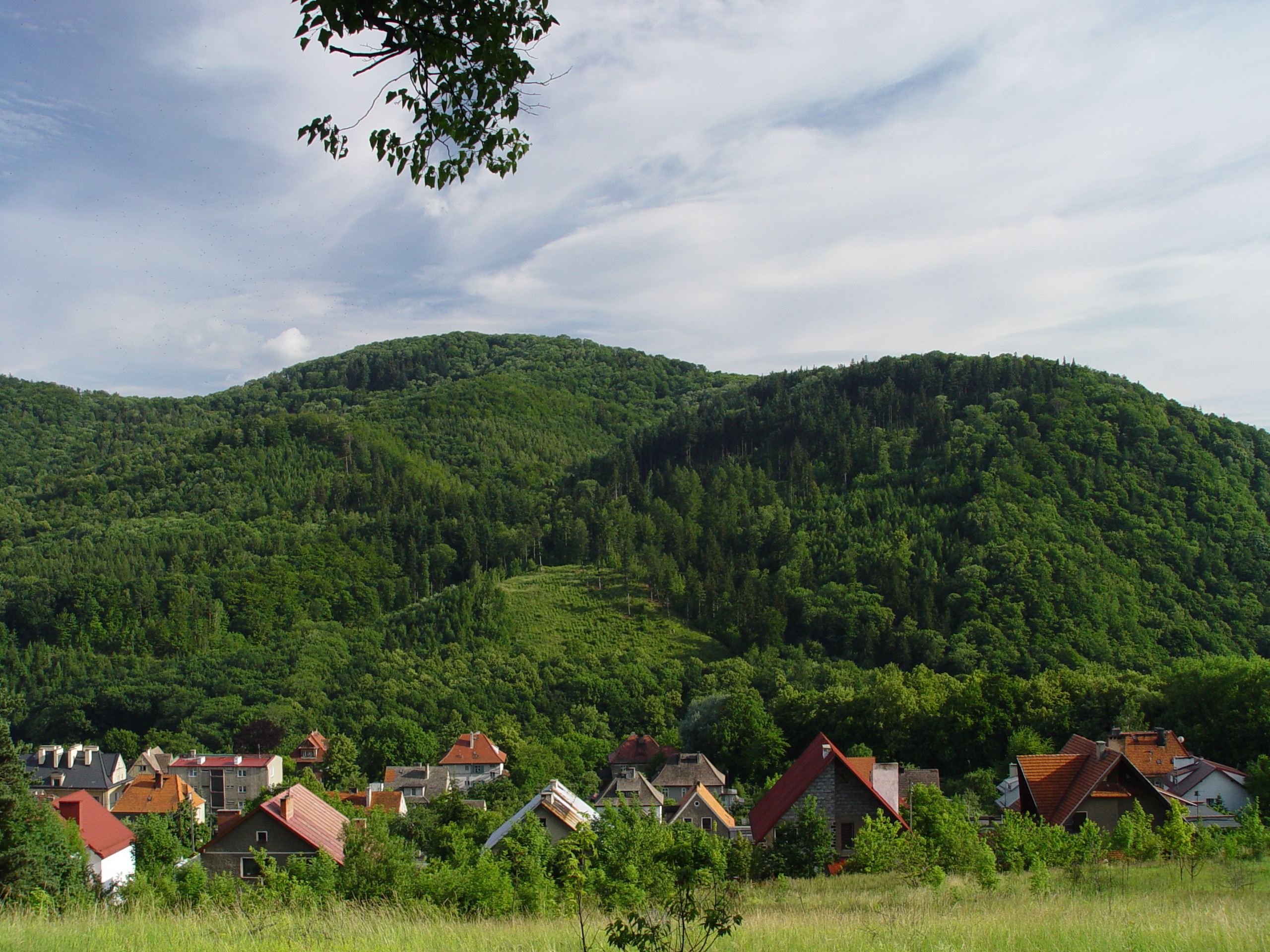
Pohled na okolní lesy
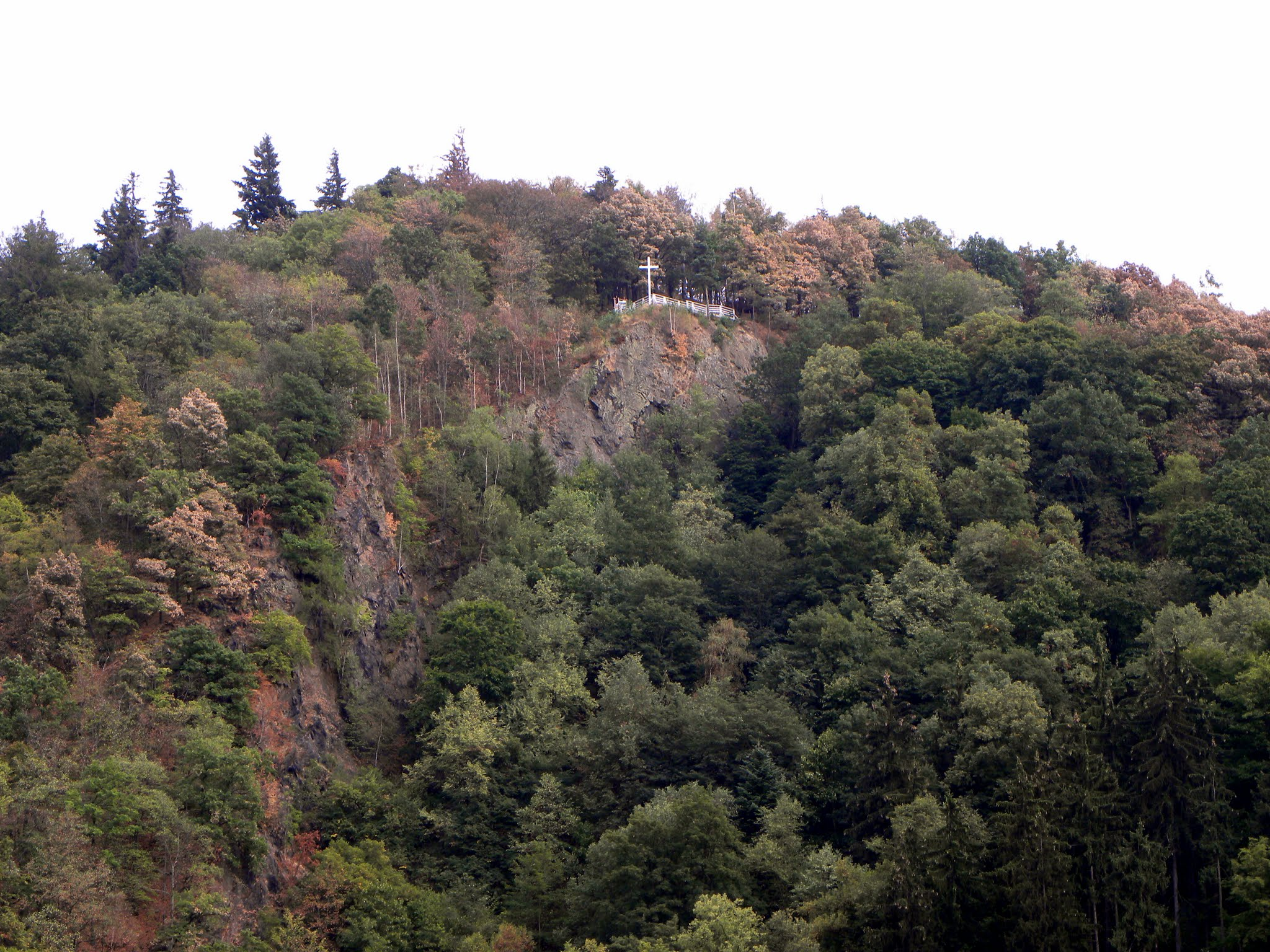
Kalvárie
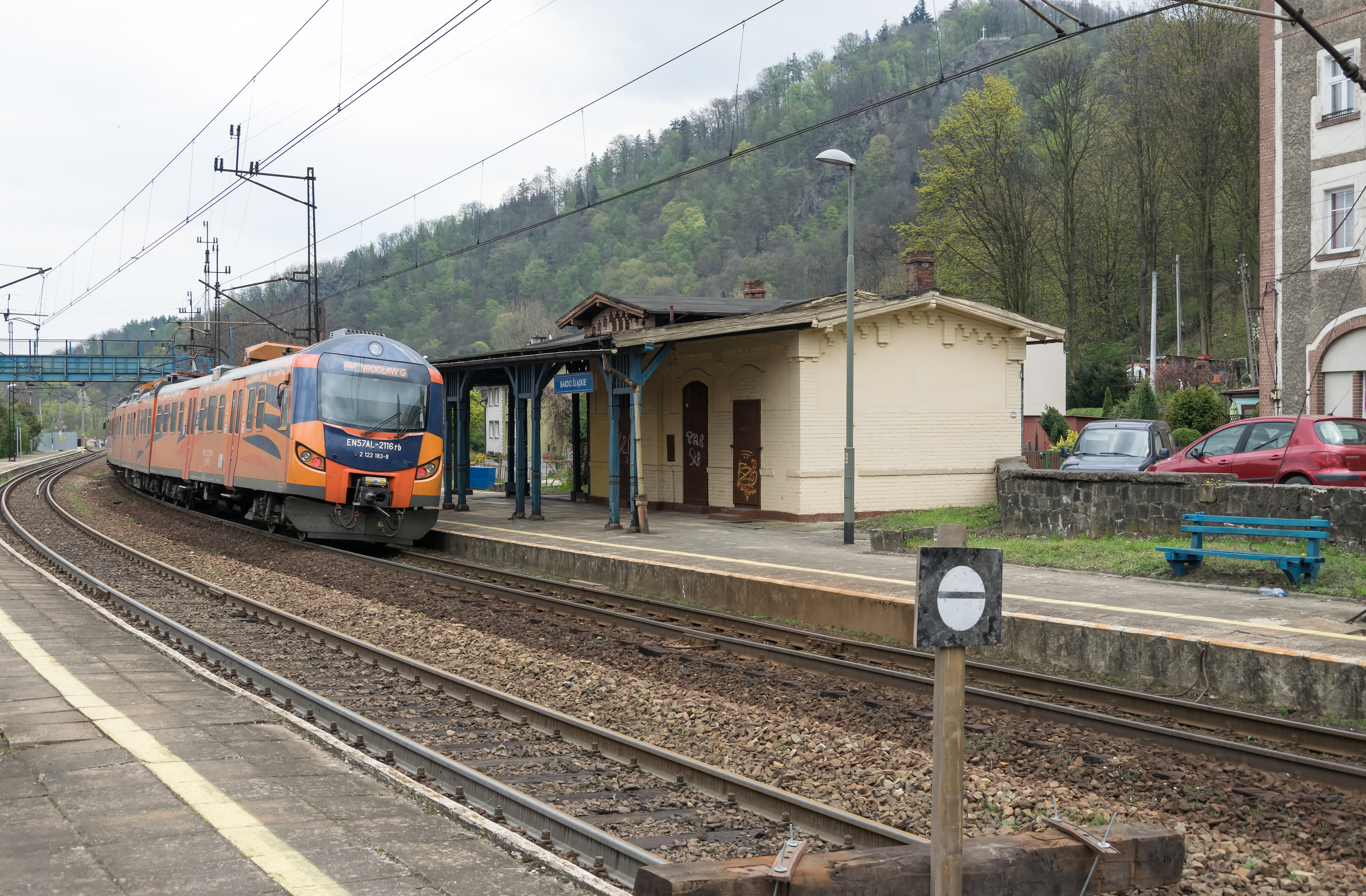
Železniční stanice
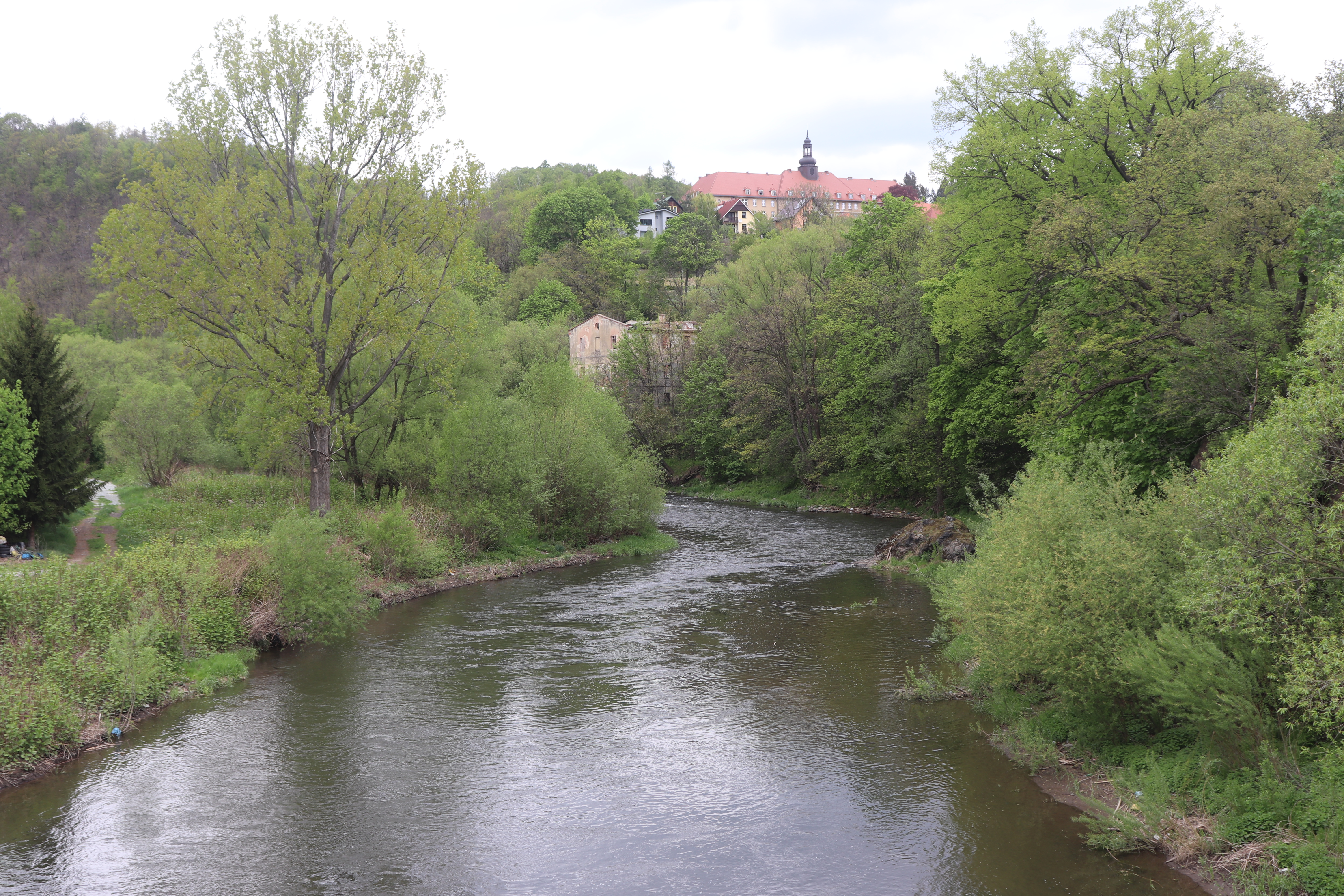
Řeka Nysa poblíž centra
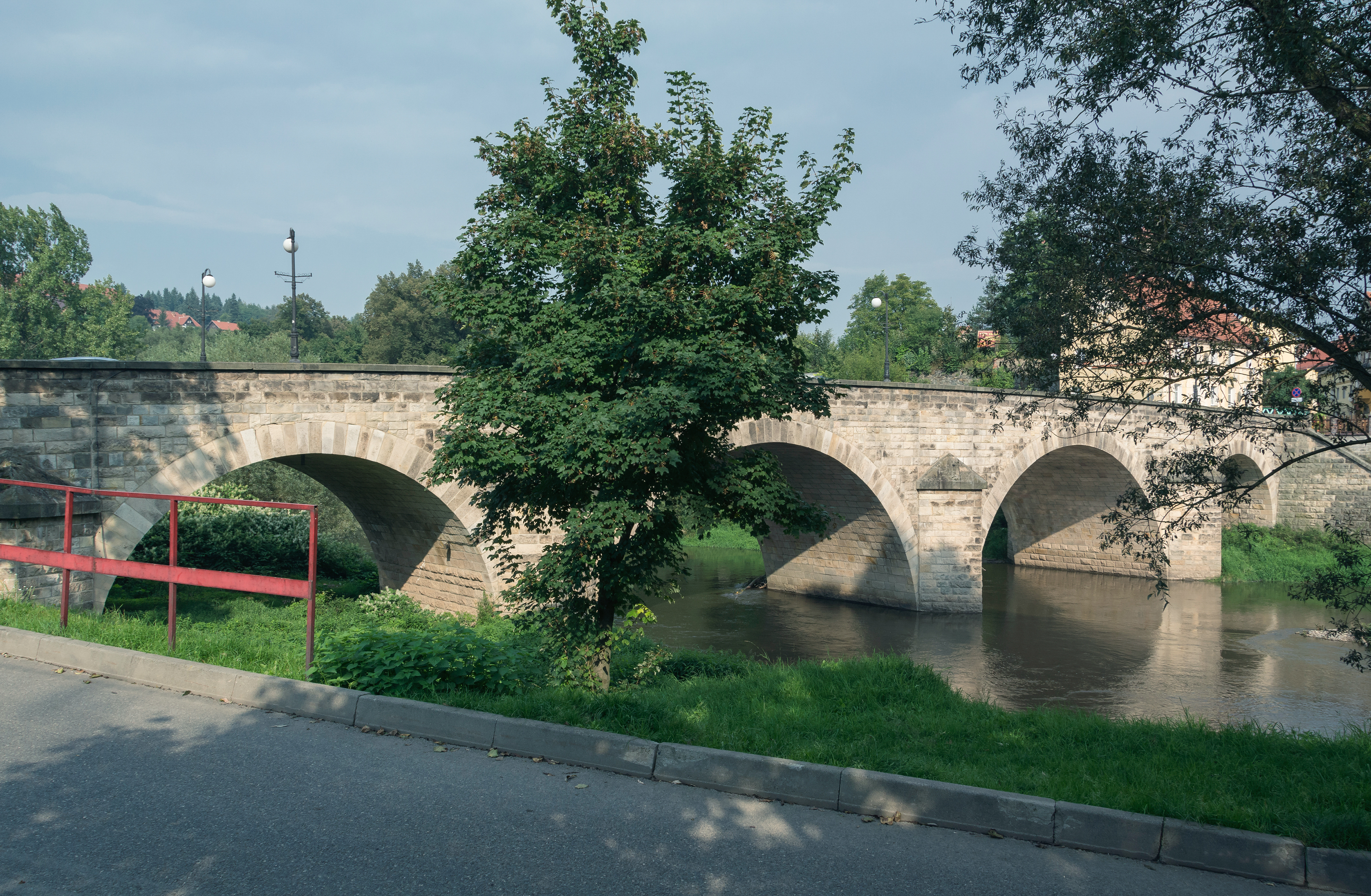
Gotický most přes řeku Nysu
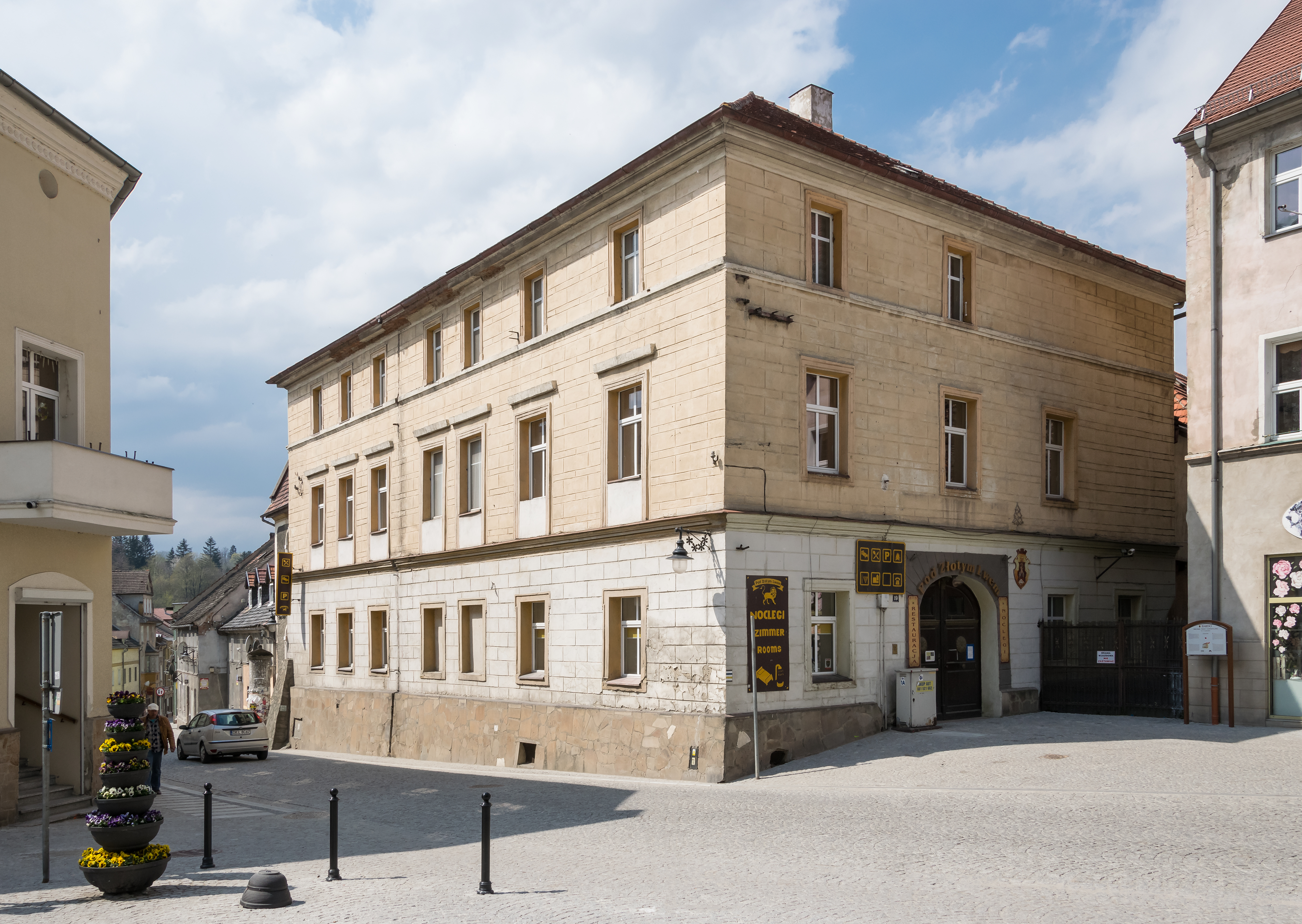
Chráněný dům na ul. Glówna, č. 19